# Košarkarski klub Olimpija 2011-2012
Questa voce raccoglie le informazioni riguardanti il Košarkarski klub Union Olimpija nelle competizioni ufficiali della stagione 2011-2012.

## Stagione
La stagione 2011-2012 del Košarkarski klub Union Olimpija è la 21ª nel massimo campionato sloveno di pallacanestro, la 1. A slovenska košarkarska liga.

## Roster
Aggiornato al 7 gennaio 2023.
| Union Olimpija Lubiana 2011-12 | Union Olimpija Lubiana 2011-12 |
| Giocatori                      | Staff tecnico                  |
| ------------------------------ | ------------------------------ |

| N. | Naz.                                                 | Ruolo | Nome             | Anno | Alt.   | Peso   |  |
| -- | ---------------------------------------------------- | ----- | ---------------- | ---- | ------ | ------ |  |
| 4  | Kosovo (bandiera) · Slovenia (bandiera)              | G     | Erjon Kastrati   | 1994 | 196 cm | 80 kg  |  |
| 5  | Serbia (bandiera)                                    | AG    | Đorđe Mićić      | 1993 | 202 cm |        |  |
| 5  | Montenegro (bandiera)                                | P     | Goran Jeretin    | 1979 | 190 cm | 95 kg  |  |
| 6  | Slovenia (bandiera)                                  | P     | Aleksandar Ćapin | 1982 | 186 cm | 78 kg  |  |
| 6  | Slovenia (bandiera)                                  | P     | Rok Cindric      | 1994 | 187 cm |        |  |
| 7  | Bosnia ed Erzegovina (bandiera) · Israele (bandiera) | C     | Robert Rothbart  | 1986 | 217 cm | 104 kg |  |
| 8  | Slovenia (bandiera)                                  | G     | Jaka Blažič      | 1990 | 196 cm | 91 kg  |  |
| 9  | Stati Uniti (bandiera)                               | AC    | Deon Thompson    | 1988 | 204 cm | 106 kg |  |
| 10 | Stati Uniti (bandiera)                               | P     | Ben Woodside     | 1985 | 180 cm | 84 kg  |  |
| 10 | Slovenia (bandiera)                                  | P     | Jan Močnik       | 1987 | 174 cm | 75 kg  |  |
| 11 | Slovenia (bandiera)                                  | A     | Dino Murić       | 1990 | 200 cm |        |  |
| 12 | Slovenia (bandiera)                                  | AG    | Goran Jagodnik   | 1974 | 202 cm | 104 kg |  |
| 13 | Finlandia (bandiera)                                 | GA    | Sasu Salin       | 1990 | 190 cm | 86 kg  |  |
| 14 | Stati Uniti (bandiera)                               | G     | Danny Green      | 1987 | 198 cm | 95 kg  |  |
| 15 | Montenegro (bandiera)                                | AG    | Vladimir Dašić   | 1988 | 208 cm | 105 kg |  |
| 21 | Serbia (bandiera) · Bosnia ed Erzegovina (bandiera)  | C     | Ratko Varda      | 1979 | 216 cm | 118 kg |  |
| 22 | Croazia (bandiera)                                   | AC    | Damir Markota    | 1985 | 208 cm | 102 kg |  |
| 23 | Stati Uniti (bandiera)                               | G     | Casey Mitchell   | 1988 | 193 cm | 98 kg  |  |
| 24 | Lettonia (bandiera)                                  | AG    | Dāvis Bertāns    | 1992 | 207 cm | 102 kg |  |
| 31 | Slovenia (bandiera)                                  | AG    | Željko Zagorac   | 1981 | 203 cm | 107 kg |  |
| 55 | Kosovo (bandiera) · Slovenia (bandiera)              | C     | Gëzim Morina     | 1992 | 203 cm | 100 kg |  |

| Allenatore                                                           |
| - Sašo Filipovski                                                    |
| Assistente/i                                                         |
| - Miro Alilović Legenda - (C) Capitano - (IN) Inattivo - Infortunato |

## Mercato

### Sessione estiva
| Acquisti | Acquisti         | Acquisti          | Acquisti      | Acquisti |
| R.       | Nome             | da                | Modalità      |          |
| -------- | ---------------- | ----------------- | ------------- | -------- |
| P        | Aleksandar Ćapin | Žalgiris Kaunas   | definitivo    |          |
| C        | Gëzim Morina     | Škofja Loka       | fine prestito |          |
| C        | Robert Rothbart  | Maccabi Haifa     | definitivo    |          |
| G        | Jaka Blažič      | Slovan Lubiana    | definitivo    |          |
| P        | Ben Woodside     | BCM Gravelines    | definitivo    |          |
| C        | Ratko Varda      | Gdynia            | definitivo    |          |
| AG       | Deon Thompson    | Ikaros Kallithea  | definitivo    |          |
| G        | Danny Green      | San Antonio Spurs | definitivo    |          |

| Cessioni | Cessioni          | Cessioni        | Cessioni       | Cessioni |
| R.       | Nome              | a               | Modalità       |          |
| -------- | ----------------- | --------------- | -------------- | -------- |
| AG       | Vladimer Boisa    | Free agent      | fine contratto |          |
| AP       | Kenny Gregory     | Free agent      | fine contratto |          |
| P        | Vlado Ilievski    | Anadolu Efes    | fine contratto |          |
| C        | Giorgi Shermadini | Panathīnaïkos   | fine prestito  |          |
| C        | Aloysius Anagonye | Valladolid      | fine contratto |          |
| P        | Jan Špan          | Maribor         | fine contratto |          |
| G        | Sašo Ožbolt       | KK Zagabria     | fine contratto |          |
| PG       | Jaka Klobučar     | Krka Novo mesto | fine contratto |          |
| G        | Samo Udrih        | Valladolid      | fine contratto |          |
| C        | Gëzim Morina      | Hopsi Polzela   | prestito       |          |

### Dopo l'inizio della stagione
| Acquisti | Acquisti       | Acquisti          | Acquisti         | Acquisti      |
| R.       | Nome           | da                | Data             | Modalità      |
| -------- | -------------- | ----------------- | ---------------- | ------------- |
| C        | Gëzim Morina   | Hopsi Polzela     | 3 dicembre 2011  | fine prestito |
| P        | Jan Močnik     | Free agent        | 6 dicembre 2011  | definitivo    |
| AG       | Vladimir Dašić | Virtus Roma       | 5 gennaio 2012   | definitivo    |
| AG       | Željko Zagorac | Free agent        | 5 gennaio 2012   | definitivo    |
| P        | Goran Jeretin  | Artland Dragons   | 12 gennaio 2012  | definitivo    |
| G        | Casey Mitchell | S. Falls Skyforce | 13 febbraio 2012 | definitivo    |

| Cessioni | Cessioni         | Cessioni          | Cessioni        | Cessioni       |
| R.       | Nome             | a                 | Data            | Modalità       |
| -------- | ---------------- | ----------------- | --------------- | -------------- |
| P        | Ben Woodside     | Armia Tbilisi     | 4 dicembre 2011 | rescissione    |
| C        | Ratko Varda      | Azov. Mariupol'   | 4 dicembre 2011 | rescissione    |
| G        | Danny Green      | San Antonio Spurs | 6 dicembre 2011 | fine contratto |
| P        | Aleksandar Ćapin | Türk Telekom      | 8 dicembre 2011 | rescissione    |
| AC       | Damir Markota    | KK Zagabria       | 6 gennaio 2012  | rescissione    |
| AG       | Dāvis Bertāns    | Partizan          | 11 gennaio 2012 | rescissione    |